# Celestino Sebastião
Celestino Gomes Sebastião (7 de agosto de 1972) é um político português, filiado ao Partido CHEGA e ex-motorista. Atualmente, é deputado à Assembleia Legislativa Regional da Madeira, eleito nas eleições regionais de 2023.

## Resultados eleitorais
| Data | Partido     | Partido | Posição     | Cl.    | Votos         | %             | +/-    | Status |
| ---- | ----------- | ------- | ----------- | ------ | ------------- | ------------- | ------ | ------ |
| 2023 |             | CHEGA   | 3.º (em 47) | 4.º    | 12 028        | 8,88 / 100,00 |        | Eleito |
| 2024 | 3.º (em 47) | CHEGA   | 4.º         | 12 526 | 9,24 / 100,00 | 0,36          | Eleito |        |